# Krummnußbaum
Krummnußbaum è un comune austriaco di 1 487 abitanti nel distretto di Melk, in Bassa Austria; ha lo status di comune mercato (Marktgemeinde).